# August Batsch
August Johann Georg Karl Batsch (n. 28 octombrie 1761, Jena – d. 29 septembrie 1802, Jena) a fost un renumit om de știință, medic, botanist, micolog, scriitor științific, profesor pentru istorie naturală și filozofie german la Universitatea din Jena în secolul al XVIII-lea. Abrevierea numelui său în cărți științifice este Batsch.

## Biografie

### Savantul
Fiul secretarului Georg Laurentius Batsch (1728-1798), secretar de stat în Weimar și al Ernestinei Francke (1734–1802) a vizitat mai întâi școala orășenească, fiind  instruit apoi de învățători privați. După ce a arătat o aptitudine pentru științele naturale, și-a început studiile în această materie la Universitatea din Jena (cunoscută sub numele Friedrich von Schiller Universität Jena) în 1772, obținând doctoratul în 1781.  Ulterior a mai studiat medicina, promovând în anul 1786. În același an, el a început să predea istorie naturală ca profesor titular la această universitate. Din anul 1787 a predat și medicina. În anul 1790, Batsch a fondat grădina botanică din Jena precum Naturforschende Gesellschaft (Asociația cercetătorilor naturii) tot acolo. În sfârșit, în anul 1792, a devenit și profesor de filozofie. În 1793 el a mai fondat Naturforschende Gesellschaft (Societatea pentru explorarea naturii), a cărei importante colecție a căpătat-o mai târziu Universitatea din Jena.

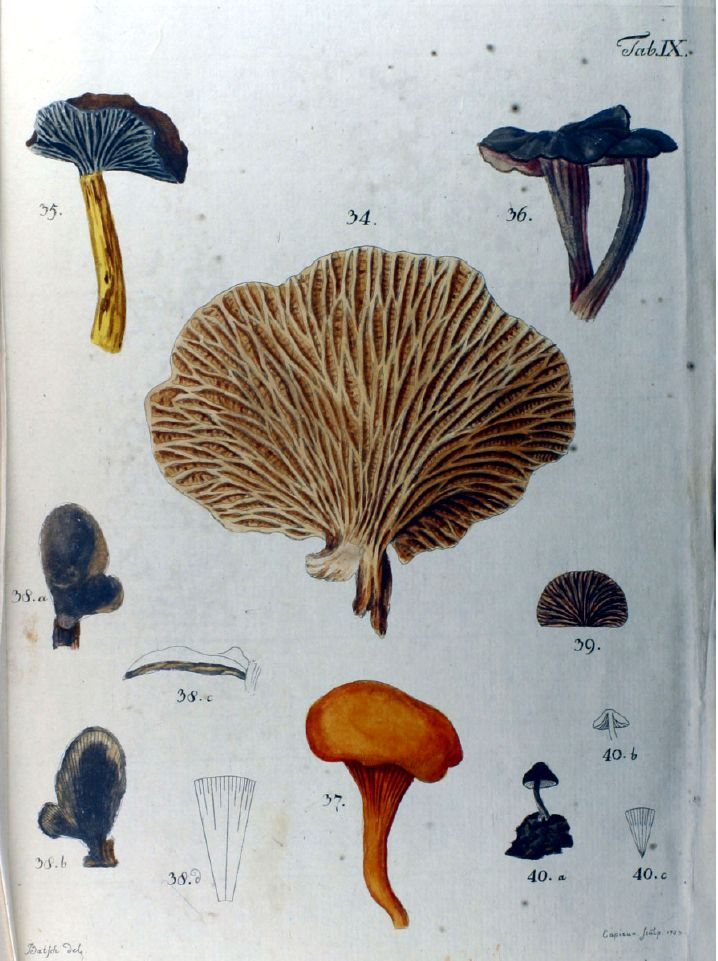
Batsch: Agaricus pruinatus

Între 1761 și 1802, savantul l-a sfătuit pe marele literat și savant Johann Wolfgang von Goethe privind cercetările lui botanice, având o corespondență intensivă cu marele literat
Într-o scrisoare de răspuns și mulțumire, Goethe a scris pe 22 iunie 1791: „Pentru al doilea volum al Științelor naturale trimis de Dumneavoastră, mult onorate, spun  cea mai devotă mulțumire. Această carte mi-a fost cu atât mai binevenită, fiind chiar în prezent tare ocupat cu un important subiect discutat acolo și am fost în stare să-mi iau consiliu în anumite puncte importante. Poate că o să am plăcerea de a vă vedea într-un timp scurt,  când voi prezenta și încercările mele pentru evaluarea Dvs. Vă urez să trăiți bine…

### Micologul
Deși Batsch a continuat peste tot timpul să găsească, studieze și descrie numeroase noi briofite mușchi și hepatici). ferigi și plante inflorescențe, el a devenit apreciat în mod special ca o autoritate asupra fungilor și ciupercilor, în special. El a descoperit și descris științific aproape 200 de specii noi de fungi,  ca de exemplu, Calocera cornea, Clitocybe nebularis, Galerina marginata, sau Tapinella atrotomentosa - doar câțiva din multele soiuri de bureți care sunt încă recunoscute cu epitetele specifice, date acestora de către Batsch.
În afară de studiul ciupercilor, s-a ocupat ca unul dintre puținii contemporani lui Antoine-Laurent de Jussieu, primului sistematician natural semnificativ, cu extinderea sistemului natural. Din păcate, el cunoștea doar plantele native pe care le-a încadrat în 78 familii și 9 clase. Ca el, mulți dintre contemporanii săi au avut o concepție ciudată a relațiilor, cam în maniera unei hărți, ce a inhibat progresul.

## Specii denumite de August Batsch (selecție)

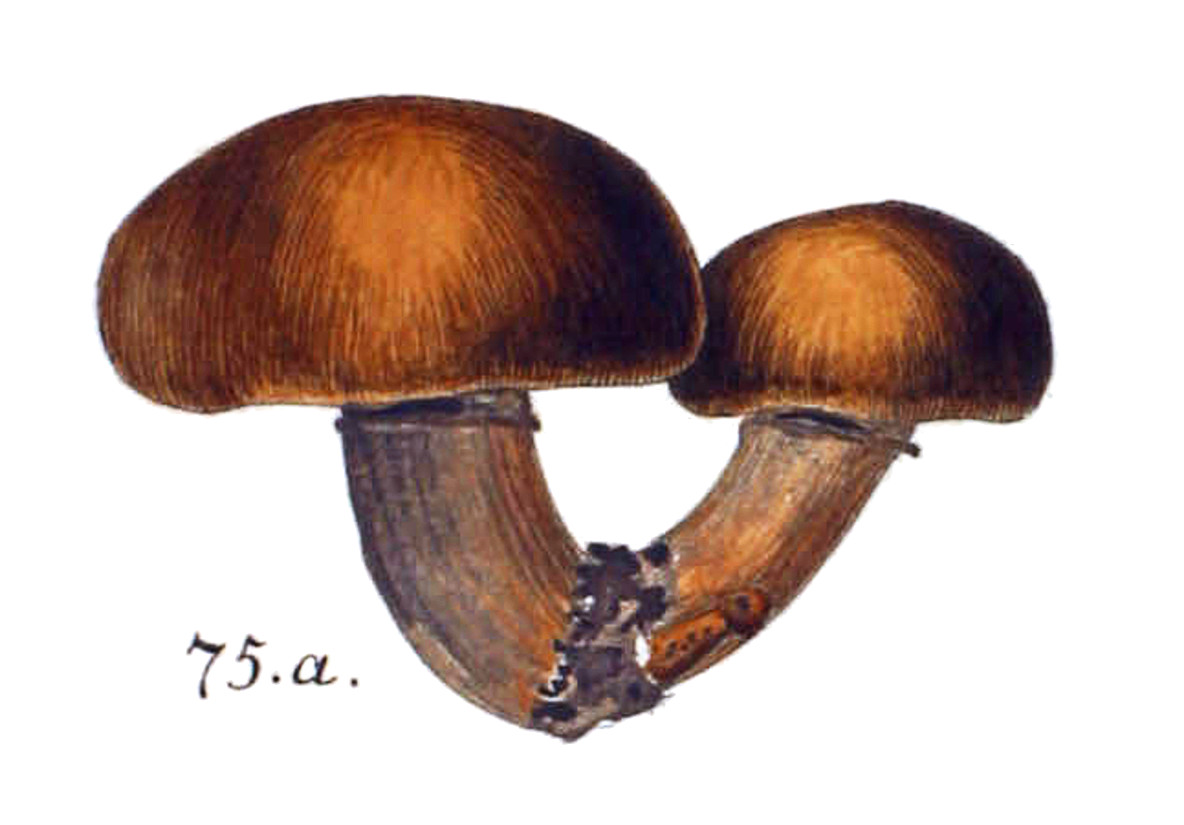
Batsch: Agaricus subannulatus

| - Melanthiaceae, familie de plante, Batsch (1797) - Primulaceae, familie de plante, Batsch (1797) - Testudines, ordin de animale, Batsch (1788) - Testudinidae, familie de animale, Batsch (1788) - Violaceae, familie de plante, Batsch (1802) | - Agaricus adiposus Batsch (1786), în prezent Pholiota adiposa P.Kumm. (1871) - Agaricus applicatus Batsch (1786), în prezent Resupinatus applicatus Gray (1821) - Agaricus atrotomentosus Batsch (1783), în prezent Tapinella atrotomentosa Šutara (1992) - Agaricus aurivellus Batsch (1786), Pholiota aurivella P.Kumm. (1871) - Agaricus flammans Batsch (1783), în prezent Pholiota flammans P.Kumm. (1871) - Agaricus involutus Batsch (1786), în prezent Paxillus involutus Fr. (1838) - Agaricus lividorubescens Batsch (1789), în prezent Lactarius uvidus Fr. (1838) - Agaricus marginatus Batsch (1789), în prezent Galerina marginata Kühner (1935) - Agaricus nebularis Batsch (1789) ), în prezent Clitocybe nebularis P.Kumm. (1871) - Agaricus semiglobatus Batsch (1786), în prezent Protostropharia semiglobata Quél.(1872) - Clavaria atropurpurea Batsch (1783), în prezent Geoglossum atropurpureum Pers. (1797) | - Clavaria cornea Batsch (1783), în prezent Calocera cornea Fr. (1827) - Cortinarius subpurpurascens (Batsch) J. Kickx f. (1867) - Cortinarius subferrugineus Batsch (1789), Fr. (1838) - Hydnum suberosum var. aurantiacum Batsch (1789), în prezent Hydnellum aurantiacum P.Karst. (1879) - Hygrophorus chrysodon Batsch (1789), Fr. (1838) - Galerina marginata (Batsch, 1789) Kühner (1935) - Inocybe auricoma (Batsch) Sacc. (1887) - Inocybe aurivenia (Batsch) Bres. (1930) - Lycoperdon cinereum Batsch (1783), în prezent Physarum cinereum Pers. (1794) - Lycoperdon corollinum Batsch (1783), în prezent Geastrum corollinum Hollós (1904) - Peziza leporina Batsch (1789), în prezent Otidea leporina Fuckel (1870) - Peziza citrina Batsch (1789), în prezent Bisporella citrina Korf & S.E.Carp. (1974) - Peziza olla Batsch (1783) ), în prezent Cyathus olla Pers. (1801) - Tapinella atrotomentosa (Batsch, 1783) Šutara (1992) - Xeromphalina campanella (Batsch, 1783) Kühner & Maire (1953) |

## Specii denumite în onoarea savantului
| - Hippotion batschii, Keferstein (1870), insectă (Sphingidae) - Agaricus batschianus Fr. (1874), ciupercă (Agaricaceae) - Agaricus batschii Fr. (1818), azi Agaricus atrocyaneus (Batsch, 1786), ciupercă (Agaricaceae) - Agaricus batschii Humb. (1793), azi Cortinarius batschii (Humb., 1793) Melot (1995), ciupercă (Cortinariaceae) - Boletus batschii J.F.Gmel. (1792), azi Royoporus badius (Pers., 1801) De (1997), ciupercă (Boletaceae) - Clitocybe batschiana Raitlh. (1972), ciupercă (Tricholomataceae) - Polyporus batschii Pers. (1825), ciupercă (Polyporaceae) - Sclerotinia batschiana Zopf (1880), azi Ciboria batschiana (Zopf, 1880) N.F.Buchw. (1947), ciupercă (Sclerotiniaceae) - Tricholoma batschii (Gulden, 1969) Mort.Chr. & Noordel. (1999), ciupercă (Tricholomataceae) |

## Opere

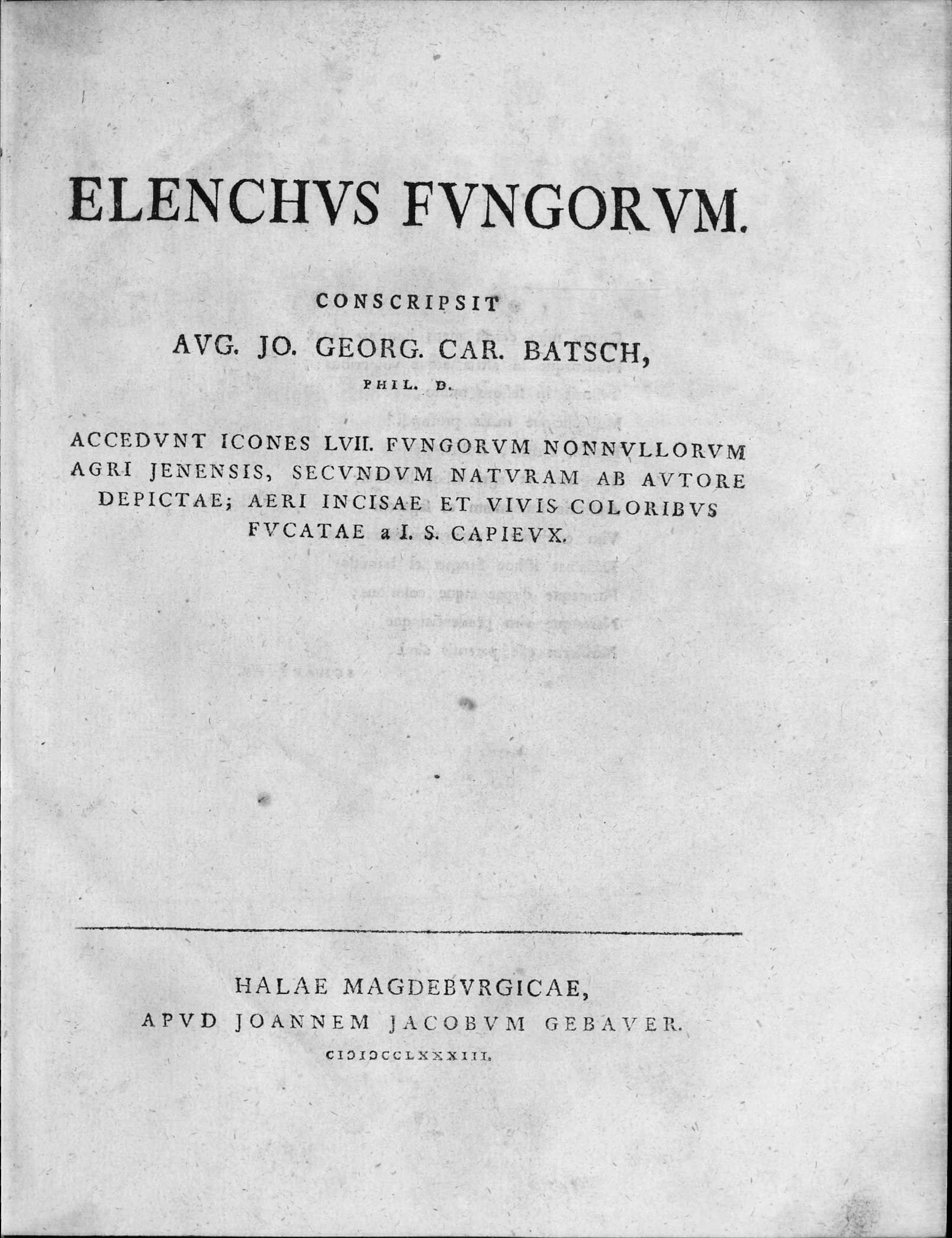
Elenchus fungorum, 1783

- Elenchus Fungorum latine et germanice, vol. 1, Editura Johann Jacob Gebauer, Halle (Saale) 1783
- Elenchus Fungorum latine et germanice, vol. 2, Editura Johann Jacob Gebauer, Halle (Saale) 1786
- Elenchus Fungorum latine et germanice, vol. 3, Editura Johann Jacob Gebauer, Halle (Saale) 1789, în total (3 volume) cu 42 de plăci colorate[17]
- Naturgeschichte der Bandwurmgattung überhaupt und ihrer Arten insbesondere, nach den neuern Beobachtungen in einem systematischen Auszuge verfasst, Editura Johann Jacob Gebauer, Halle (Saale) 1786
- Dispositio generum plantarum Jenensium secundum Linnaeum et familias naturales, quam speciminis inauguralis loco extulit, Editura Litteris Hellerianis, Jena 1786
- Versuch einer Anleitung zur Kenntniss und Geschichte der Pflanzen, partea I: Allgemeine Einleitung. Kenntniß des Pflanzenkörpers, seiner Theile und seines Lebens. Wissenschaftliche Behandlung des Pflanzenreichs, Editura Johann Jacob Gebauer, Halle (Saale) 1787
- Versuch einer Anleitung zur Kenntniss und Geschichte der Pflanzen, partea II:  Merkwürdige Arten der Gewächse nach ihren Aehnlichkeiten geordnet. Anbau und Benutzung, Editura Johann Jacob Gebauer, Halle (Saale) 1788
- Versuch einer Anleitung, zur Kenntniss und Geschichte der Thiere und Mineralien, partea I: Allgemeine Geschichte der Natur, besonders der Säugthiere, Vögel, Amphibien und Fische, Editura Akademische Buchhandlung, Jena 1788
- Versuch einer Anleitung, zur Kenntniss und Geschichte der Thiere und Mineralien, partea II: Besondre Geschichte der Insekten, Gewürme und Mineralien, Editura Akademische Buchhandlung, Jena 1789
- Botanische Bemerkungen, Editura Johann Jacob Gebauer, Halle (Saale) 1791 Observații botanice
- Tabula affinitatum regni vegetabilis, Editura Landes-Industrie-Comptoir, Weimar 1802 Tabula affinitatum regni vegetabilis